# Raphanus
- Commons
- Wikispecies

Raphanus L. é um género botânico pertencente à família Brassicaceae.

## Sinonímia
- Quidproquo  Greuter & Burdet

## Espécies
- Raphanus raphanistrum L.
- Raphanus sativus L. (Rabanete)
- Raphanus maritimus Sm.
- Raphanus rostratus DC.
- Lista completa

## Classificação do gênero
| Sistema | Classificação                        | Referência               |
| ------- | ------------------------------------ | ------------------------ |
| Linné   | Classe Tetradynamia, ordem Siliquosa | Species plantarum (1753) |